# Medellín (película)
Medellín es una película francesa de acción y comedia dirigida por Franck Gastambide, escrita por Gastambide y Charles Van Tieghem y protagonizada por Gastambide, Ramzy Bedia, Essined Aponte, Raymond Cruz, Mike Tyson y Anouar Toubali.

## Sinopsis
El hermano menor de Reda es secuestrado por el cartel de Medellín. Con el objetivo de salvarlo, decide reunir a un equipo y organizar una redada en la capital antioqueña. Sin embargo, el plan se complica aún más cuando Reda decide secuestrar al hijo del poderoso líder del cartel con el objetivo de intercambiarlo por su hermano.

## Reparto
- Franck Gastambide es Stan
- Ramzy Bedia es Reda
- Anouar Toubali es Chafix
- Brahim Bouhlel es Brahim
- Essined Aponte es Marissa
- Raymond Cruz es El Diablo
- Mike Tyson es Robbie
- Ariel Sierra es Don Nacho
- Vincent Bersoulle es El Colosso

## Recepción
La película en general recibió críticas mixtas, y actualmente cuenta con un porcentaje de aprobación del 47% de la audiencia en Rotten Tomatoes.Para John Serba del portal Decider, el filme «se vende como una disparatada aventura repleta de tiroteos y persecuciones, pero al final resulta demasiado tímida o modesta de presupuesto -o ambas cosas- para cumplir esa promesa».Romey Norton de Ready, Steady, Cut afirmó en su reseña: «En general, se trata de una película de acción adecuada. Está repleta de humor negro, emocionantes secuencias de acción y buenas interpretaciones de un reparto conocido».